# Yaurisque (distrito)

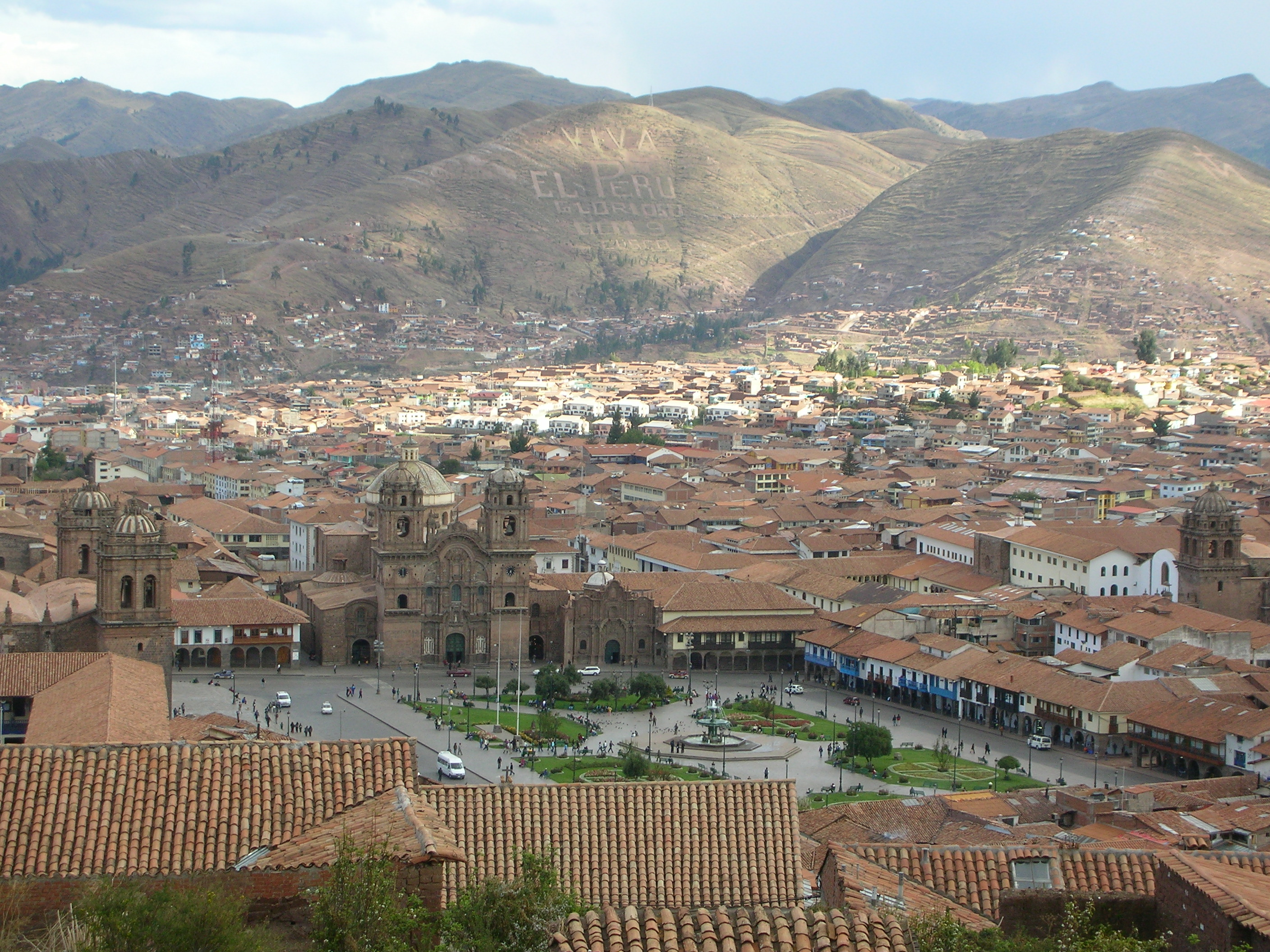
Vista de Cusco (Peru), tirada no outono de 2007.

O distrito peruano de Yaurisque é um dos 9 distritos da Província de Paruro, situada no Departamento de Cusco, Peru.

## Transporte
O distrito de Yaurisque é servido pela seguinte rodovia:
- CU-117, que liga o distrito de Checacupe à cidade de Cusco
- CU-118, que liga o distrito  de Ccapi à cidade [1][2][3]